# Rivière de l'Épinette Rouge
La rivière de l’Épinette rouge est un affluent de la rivière Péribonka, coulant dans le territoire non organisé de Passes-Dangereuses, dans la municipalité régionale de comté (MRC) Maria-Chapdelaine, dans la région administrative de Saguenay–Lac-Saint-Jean, dans la province de Québec, au Canada.
Le bassin versant de la rivière de l’Épinette rouge est desservi par la route forestière R0250 qui remonte la vallée de la rivière Alex, du lac Étienniche et de la rivière des Prairies pour rejoindre au Nord le lac Grenier, la rivière Brodeuse et la rivière de l’Épinette Rouge en passant du côté Ouest du lac Péribonka. La R0250 rejoint la R0278 laquelle longe la partie supérieure de cette dernière rivière. Quelques routes secondaires desservent la zone pour les besoins de la foresterie et des activités récréotouristiques,,.
La foresterie constitue la principale activité économique du secteur ; les activités récréotouristiques, en second.
La surface de la rivière de l’Épinette rouge est habituellement gelée de la fin novembre au début avril, toutefois la circulation sécuritaire sur la glace se fait généralement de la mi-décembre à la fin mars.

## Géographie
Les principaux bassins versants voisins de la rivière de l’Épinette rouge sont :
- côté Nord : rivière Saint-Onge, lac Maupertuis, lac Piraube, rivière Péribonka ;
- côté Est : rivière Péribonka, lac Péribonka, rivière à la Carpe ;
- côté Sud : rivière Péribonka, rivière au Serpent, lac Péribonka, rivière Brodeuse ;
- côté Ouest : lac Maupertuis, rivière Mistassibi Nord-Est[2].

La rivière de l’Épinette rouge prend sa source à l’embouchure du lac du Mocassin (longueur : 0,9 km ; altitude : 545 m) dans le territoire non organisé de Passes-Dangereuses, soit à :
- 2,0 km à l’Est du lac Maupertuis ;
- 11,8 km à l’Ouest du cours de la rivière Mistassibi Nord-Est ;
- 25,8 km au Sud-Ouest de l’embouchure de la rivière de l’Épinette rouge (confluence avec la rivière Péribonka) ;
- 60,5 km au Nord-Ouest du barrage à l’embouchure du lac Péribonka ;
- 70,0 km au Nord-Ouest du centre du village de Chute-des-Passes ;
- 102 km au Nord-Est de la confluence de la rivière Péribonka et de la rivière Manouane)[2],[5].

À partir de sa source, la rivière de l’Épinette rouge coule sur 42,9 km sur un dénivelé de m entièrement en zone forestière, selon les segments suivants :
Cours supérieur de la rivière de l’Épinette Rouge (segment de 22,0 m)
- 4,0 m vers l’Est, en recueillant un ruisseau (venant du Sud), puis formant une boucle vers le Nord pour recueillir la décharge (venant du Nord) de quelques lacs dont le lac Windigo, jusqu’à la décharge (venant du Nord) de quelques autres lacs dont le lac du Huard ;
- 3,2 m vers le Sud, puis vers l’Est, en traversant le lac ? (longueur : 1,9 km ; altitude : 528 m) jusqu’à son embouchure ;
- 6,3 m vers l’Est en traversant le lac de la Rieuse et en courbant vers le Nord-Est en fin de segment, jusqu’à la décharge (venant du Nord) de lacs dont le lac du Lièvre et le lac du Boxer ;
- 5,3 m vers le Nord-Est en formant une boucle vers le Sud (où se déverse une décharge de lacs venant du Sud-Ouest) jusqu’à la rive Ouest du Lac de l’Épinette Rouge ;
- 3,2 m vers le Sud-Est, en traversant le lac de l’Épinette Rouge (longueur : 3,9 km ; altitude : 503 m) jusqu’à son embouchure ;

Cours inférieur de la rivière de l’Épinette Rouge (segment de 20,9 m)
- 1,4 m vers le Sud-Est, jusqu’à la décharge (venant du Sud) d’un ensemble de lacs dont le Lac des Pâques ;
- 3,9 m vers le Nord-Est, puis traverse le lac ? (longueur : 1,9 km en forme de V inversé ; altitude : 503 m) jusqu’à son embouchure. Note : Ce lac reçoit du côté Ouest la décharge du lac Balise ;
- 1,3 m vers l’Est, formant une grande courbe vers le Sud et en coupant la route forestière R0250, jusqu’à la décharge (venant du Nord) du Lac de la Grosse Loutre ;
- 5,3 m vers l’Est puis le Sud-Est, traversant plusieurs rapides et formant un crochet vers le Nord-Est en fin de segment, jusqu’à la décharge (venant du Sud) de quelques lacs ;
- 2,4 m vers le Nord-Est au pied d’une montagne jusqu’à un coude de rivière, correspondant à un ruisseau (venant du Sud) ;
- 3,4 km vers le Nord jusqu’à la décharge (venant de l’Ouest) d’un ensemble de lacs ;
- 3,2 km vers le Nord (en courbant vers le Nord-Est en fin de segment) en traversant un élargissement de la rivière, jusqu’à son embouchure[2].

La rivière de l’Épinette rouge se déverse sur la rive Ouest de la rivière Péribonka, à :
- 47,1 km au Nord-Ouest de l’embouchure du lac Péribonka ;
- 114 km au Nord-Ouest de l’embouchure du lac Pamouscachiou (lequel est intégré au réservoir Pipmuacan) ;
- 27,8 km à l’Est du lac Maupertuis ;
- 92,2 km au Sud de l’embouchure de la rivière Manouane ;
- 182 km au Nord de l’embouchure de la rivière Péribonka (confluence avec le lac Saint-Jean)[2].

À partir de l’embouchure de la rivière de l’Épinette rouge, le courant descend le cours de la rivière Péribonka sur 249 km vers le Sud, traverse le lac Saint-Jean sur 29,3 km vers l’Est, puis emprunte sur 155 km le cours de la rivière Saguenay vers l’Est jusqu'à la hauteur de Tadoussac où il conflue avec le fleuve Saint-Laurent.

## Toponymie
L'expression "Épinette rouge" se réfère à un arbre (conifère) appartenant à la famille des Pinaceae et au genre Picea (connu sous le nom d'épinette en Amérique du Nord et d'épicéa en Europe) natif de l'Amérique du Nord. Son bois de qualité, léger mais résistant, est largement utilisé comme bois d'œuvre, pour la construction, et aussi pour la fabrication de pâte à papier et d'instruments de musique à cordes (guitare, violon).
Le toponyme de « rivière de l’Épinette rouge » a été officialisé le 3 octobre 1972 à la Banque des noms de lieux de la Commission de toponymie du Québec.